# Bowersville (Ohio)

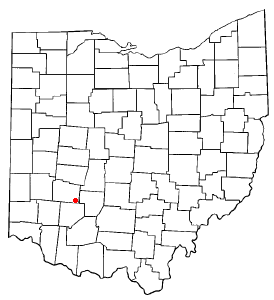
Bowersville na planie stanu Ohio

Bowersville – wieś w USA, w stanie Ohio, w hrabstwie Greene.
Liczba mieszkańców w 2010 roku wynosiła 312, a w roku 2012 wynosiła 314.